# Alberto Zorrilla
Victoriano Alberto Zorrilla (ur. 6 kwietnia 1906 w Buenos Aires, zm. 23 kwietnia 1986 w Miami) – argentyński pływak, mistrz olimpijski, uczestnik Letnich Igrzysk Olimpijskich 1924 w Paryżu oraz Letnich Igrzysk Olimpijskich 1928 w Amsterdamie.
Podczas igrzysk olimpijskich w Amsterdamie zdobył złoty medal olimpijski na dystansie 400 metrów stylem dowolnym, ustanawiając przy tym czasem 5:01,6 rekord olimpijski.

## Występy
| Impreza            | Konkurencja                    | Miejsce    |
| ------------------ | ------------------------------ | ---------- |
| IO 1924, Paryż     | 100 metrów stylem dowolnym     | półfinały  |
| IO 1924, Paryż     | 400 metrów stylem dowolnym     | eliminacje |
| IO 1924, Paryż     | 4 × 200 metrów stylem dowolnym | eliminacje |
| IO 1928, Amsterdam | 100 metrów stylem dowolnym     | 7.         |
| IO 1928, Amsterdam | 400 metrów stylem dowolnym     | 1.         |
| IO 1928, Amsterdam | 1500 metrów stylem dowolnym    | 5.         |
| IO 1928, Amsterdam | 4 × 200 metrów stylem dowolnym | półfinały  |